# SECRET×SIBLINGS 〜シークレット×シブリングス〜
『SECRET×SIBLINGS 〜シークレット×シブリングス〜』は、野原ゆたによる日本の漫画作品。スクウェア・エニックスのウェブコミック配信サイト『ガンガンONLINE』にて、毎月第2・第4週更新で2013年3月28日分から2014年10月23日分まで連載。読切カーニバルプレミアム4Sの人気投票にて1位を獲得し連載されることになった。

## 登場人物
城崎 倫子

城崎 清太郎

最上 拓真

最上 みこ

津賀 大輝

津賀 さく

## 単行本
- 野原ゆた 『SECRET×SIBLINGS 〜シークレット×シブリングス〜』 スクウェア・エニックス〈ガンガンコミックスONLINE〉、全3巻
  1. 2014年1月22日発売 ISBN 978-4-7575-4205-1
  2. 2014年7月22日発売 ISBN 978-4-7575-4355-3
  3. 2015年1月22日発売 ISBN 978-4-7575-4538-0